# Gmina Miejsce Piastowe
Die Gmina Miejsce Piastowe ist eine Landgemeinde im Powiat Krośnieński der Woiwodschaft Karpatenvorland in Polen. Ihr Sitz ist das gleichnamige Dorf mit etwa 2100 Einwohnern.

## Geographie
Die Gemeinde liegt im Sanoker Flachland und grenzt im Norden an die Kreisstadt Krosno.
Durch ihren Hauptort verlaufen die Staatsstraßen DK 28, die Zator über Nowy Sącz mit Przemyśl verbindet, sowie DK 19 von Kuźnica über Rzeszów nach Barwinek.

## Geschichte
Im 15. Jahrhundert wurde das Gemeindegebiet teilweise von Walddeutschen besiedelt. Für deutsche Dörfer gibt es nach den Forschern Adam Fastnacht und Wojciech Blajer bei Głowienka, Miejsce, Rogi und Wrocanka keine Belege.
Von 1975 bis 1998 gehörte die Gemeinde zur Woiwodschaft Krosno.

## Gliederung
Zur Landgemeinde (gmina wiejska) Miejsce Piastowe gehören folgende neun Dörfer mit einem Schulzenamt:
- Głowienka
- Łężany
- Miejsce Piastowe
- Niżna Łąka
- Rogi
- Targowiska
- Widacz
- Wrocanka
- Zalesie